# Megachile nasutula
Megachile nasutula är en biart som beskrevs av Brauns 1912. Megachile nasutula ingår i släktet tapetserarbin, och familjen buksamlarbin. Inga underarter finns listade i Catalogue of Life.